# Pains (bairro)
Pains é um bairro do distrito dos Pains, município de Santa Maria. Localiza-se no sudeste da cidade. 

O bairro Pains possui uma área de 133,61 km² que equivale a 100% do distrito dos Pains que é de 133,61 km² e  7,46% do municipio de Santa Maria que é de 1791,65 km².

## Demografia

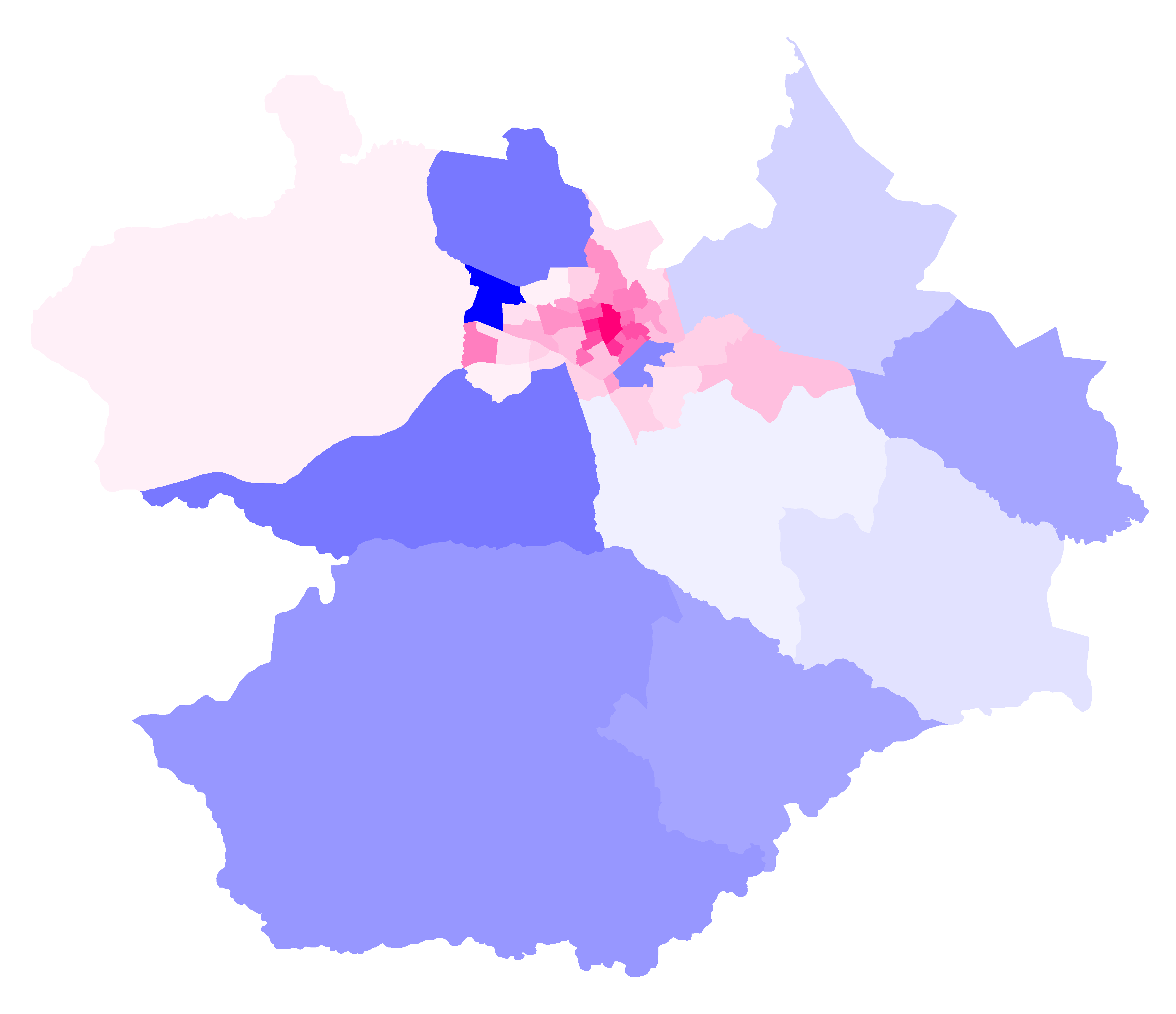
Mapa do município de Santa Maria com as divisões em bairros. Em escalas de azul os bairros com predominância masculina e em escalas de rosa os bairros com predominância feminina. Observa-se que quanto melhor a infraestrutura e o acesso a ela mais convidativo o bairro é para a população feminina. E, reciprocamente, podemos reconhecer os bairros com melhor infraestrutura observando onde a população feminina está concentrada.

Segundo o censo demográfico de 2010, Pains é, dentre os 50 bairros oficiais de Santa Maria:
- O único bairro do distrito dos Pains.
- O 24º bairro mais populoso.
- O 4º bairro em extensão territorial.
- O 42º bairro mais povoado (população/área).
- O 29º bairro em percentual de população na terceira idade (com 60 anos ou mais).
- O 38º bairro em percentual de população na idade adulta (entre 18 e 59 anos).
- O 10º bairro em percentual de população na menoridade (com menos de 18 anos).
- Um dos 11 bairros com predominância de população masculina.
- Um dos 30 bairros que não contabilizaram moradores com 100 anos ou mais.

Considerando que não houve modificação em seu território, ou essa mudança foi insignificativa, pode-se fazer uma comparação de sua evolução demográfica entre os anos de 2000 e 2010: O bairro teve um acréscimo populacional de 587 habitantes (+16,5%), grande parte desta população concentrada na região do Passo das Tropas.
Distribuição populacional do bairro
1. Total: 4146 (100%)
  1. Urbana: 34 (0,82%)
  2. Rural: 4112 (99,18%)
2. Homens: 2076 (50,07%)
  1. Urbana: 16 (0,77%)
  2. Rural: 2060 (99,23%)
3. Mulheres: 2070 (49,93%)
  1. Urbana: 18 (0,87%)
  2. Rural: 2052 (99,13%)

## Infraestrutura
Saúde

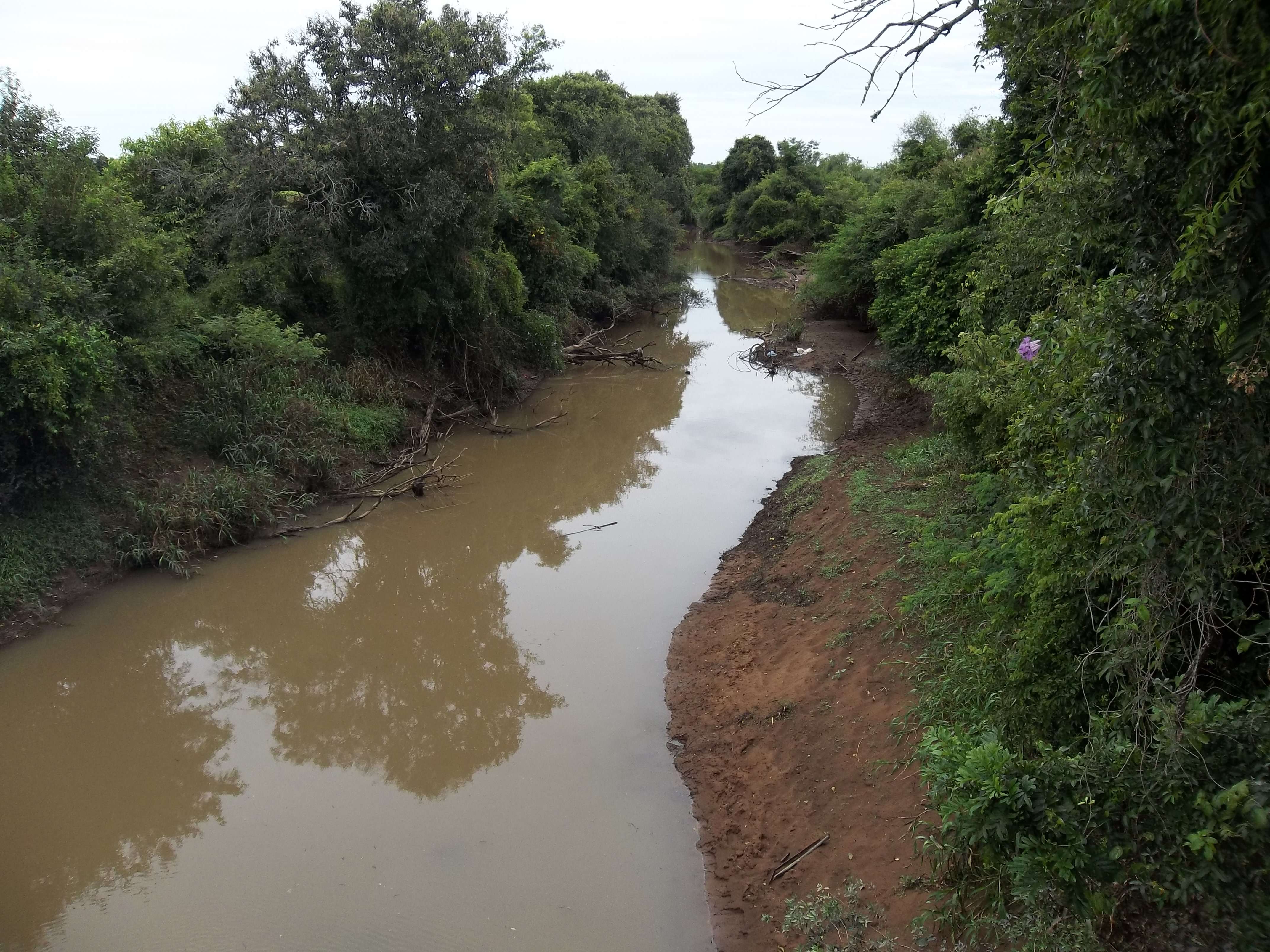
O Rio Vacacaí-Mirim quase na divisa do bairro com os bairros Arroio Grande, Camobi e Palma.

Em 2012 o bairro foi contemplado com um posto de saúde, situado na unidade residencial Passo das Tropas.